# San Lorenzo (miasto w Paragwaju)
San Lorenzo – miasto w Paragwaju, w departamencie Central, wchodzi w skład aglomeracji miejskiej Asunción. Współrzędne geograficzne: 25°20′S 57°31′W/-25,333333 -57,516667. Ludność: 202,7 tys. (2002).
San Lorenzo to jedno z kilku miast satelickich stolicy Paragwaju. Charakteryzuje się bardzo szybkim przyrostem ludności. Jeszcze w 1972 zamieszkiwało je zaledwie 11,6 tys. mieszk., w 1982 - 74,6 tys., a w 1992 - 133,4 tys. Obecnie San Lorenzo to trzecie pod względem liczby ludności miasto kraju. Od roku 1972 do roku 2002 średni roczny przyrost liczby mieszkańców miasta wyniósł aż 10%.
W mieście rozwinął się przemysł mięsny, tytoniowy, drzewny, odzieżowy oraz obuwniczy.